# Kevin Cogan
Kevin John Cogan (Culver City, 31 marzo 1956) è un ex pilota automobilistico statunitense.

## Carriera
Si iscrisse al Gran Premio del Canada 1980 con una Williams privata ma non riuscì a qualificarsi per la gara, fallendo anche il tentativo nel Gran Premio degli Stati Uniti-Ovest l'anno successivo al volante di una Tyrrell.
Nel 1981 passò nel campionato Champ Car dove ottenne discreti risultati.
Alla 500 Miglia di Indianapolis 1982 si qualificò in seconda posizione, venendo battuto solamente dal compagno di squadra nel team Penske Rick Mears. Durante la procedura di partenza la sua auto sterzò improvvisamente mandando fuori quattro piloti e facendo sospendere immediatamente l'evento. L'aver eliminato dalla corsa più importante dell'anno le leggende A.J. Foyt e Mario Andretti costò a Cogan il disprezzo da parte del pubblico e dell'ambiente automobilistico. Venne licenziato da Roger Penske a fine stagione passando alla March.
Quattro anni dopo conquistò la sua unica vittoria in carriera a Phoenix e alla 500 Miglia di Indianapolis mancò di poco il successo venendo sopravanzato da Bobby Rahal a 2 giri dal termine.
Alla 500 Miglia del 1989 fu vittima di un brutto incidente dal quale uscì illeso, mentre due anni dopo, sempre ad Indianapolis si ruppe un braccio ed una gamba.
Terminò la sua carriera nel 1993.

## Risultati in Formula 1
| 1980 | Scuderia      | Vettura       |  |  |  |  |  |  |  |  |  |  |  |  |    |  |  |  |  | Punti | Pos. |
| ---- | ------------- | ------------- |  |  |  |  |  |  |  |  |  |  |  |  | -- |  |  |  |  | ----- | ---- |
| 1980 | Rainbow Jeans | Williams FW07 |  |  |  |  |  |  |  |  |  |  |  |  | NQ |  |  |  |  | 0     |      |

| 1981 | Scuderia | Vettura     |    |  |  |  |  |  |  |  |  |  |  |  |  |  |  |  |  | Punti | Pos. |
| ---- | -------- | ----------- | -- |  |  |  |  |  |  |  |  |  |  |  |  |  |  |  |  | ----- | ---- |
| 1981 | Tyrrell  | Tyrrell 010 | NQ |  |  |  |  |  |  |  |  |  |  |  |  |  |  |  |  | 0     |      |

| Legenda | 1º posto     | 2º posto | 3º posto    | A punti         | Senza punti/Non class.  | Grassetto – Pole position Corsivo – Giro più veloce |
| Legenda | Squalificato | Ritirato | Non partito | Non qualificato | Solo prove/Terzo pilota | Grassetto – Pole position Corsivo – Giro più veloce |